# Липопротеины промежуточной плотности
Липопротеины промежуточной плотности (ЛППП, ЛПП, англ. Intermediate density lipoprotein, IDL) — класс липопротеинов крови, образующихся при липолитической деградации липопротеинов очень низкой плотности под действием липопротеинлипазы. Размер частиц ЛППП составляет от 25 до 35 нм. Характеризуются коротким временем жизни в крови, так как в нормальном организме быстро поглощаются рецепторным путём печенью или превращаются в ещё более мелкие липопротеины низкой плотности под действием печёночной липазы. Однако ЛППП могут накапливаться при ряде нарушений липидного обмена.